# Леонидас Батринос
Леонидас Батринос (на гръцки: Λεωνίδας Μπατρίνος) е гръцки политик от началото на XX век, депутат.

## Биография
Батринос е роден в 1893 година в западномакедонския град Костур, тогава в Османската империя, днес в Гърция, в семейството на революционера и по-късно кмет на града Менелаос Батринос. Учи въ Великата народна школа в Цариград, а след това право в Атинския университет. Участва като офицер в Балканските войни и в Първата световна война. Работи като нотариус в Костур и на изборите през 1935 година е избран за депутат от ном Лерин като независим. По време на окупацията в годините на Втората световна война е член на съпротивителните организации „Омир“ и „Алики“. След войната отново се занимава с политика и е избран за депутат от ном Костур през 1952 година с партията Гръцки сбор и през 1956 година от ном Лерин-Костур и в 1958 година от ном Костур с Националния радикален съюз. Служи като първи заместник-председател на парламента и беше известен като „Леонид с тристата“.
Умира през февруари 1969 година в Атина и е погребан на 23 февруари в Костурското гробище.
Къщата му в Костур – Батриновата къща, е паметник на културата.